# PQ–14-es konvoj
A PQ–14-es konvoj egy hajókaraván volt, amelyet a szövetségesek a második világháború során a Szovjetunióba indítottak. A PQ kód azt jelentette, hogy a rakomány nyugatról tart a Szovjetunióba, a 14 a sorszámát jelöli. A teherhajók és kísérőik 1942. március 26-án indultak el Obanból. A 26 hajóból egy elsüllyesztettek a németek. A többiek 1942. április 19-én érték el a murmanszki kikötőt.
1942. április 16-án az U–403 tengeralattjáró megtorpedózta a konvoj zászlóshajóját, a brit Empire Howardot északnyugatra az Északi-foktól. A kétezer tonna hadfelszerelést, benne katonai teherautókat szállító hajó 57 másodperc alatt elsüllyedt. A legénységből 21-en meghaltak.

### Kereskedelmi hajók
| A hajó neve       | Nemzetisége               | Veszteség                |
| ----------------- | ------------------------- | ------------------------ |
| Aldersdale        | Egyesült Királyság        |                          |
| André Marty       | Szovjetunió               |                          |
| Arkosz            | Szovjetunió               |                          |
| Atheltemplar      | Egyesült Királyság        |                          |
| Briarwood         | Egyesült Királyság        |                          |
| British Corporal  | Egyesült Királyság        |                          |
| Cape Corso        | Egyesült Királyság        |                          |
| City of Joliet    | Amerikai Egyesült Államok |                          |
| Dan-Y-Brin        | Egyesült Királyság        |                          |
| El Mirlo          | Egyesült Királyság        |                          |
| Empire Bard       | Egyesült Királyság        |                          |
| Empire Howard     | Egyesült Királyság        | Elsüllyesztette az U–403 |
| Exterminator      | Panama                    |                          |
| Francis Scott Key | Amerikai Egyesült Államok |                          |
| Hegira            | Amerikai Egyesült Államok |                          |
| Hopemount         | Egyesült Királyság        |                          |
| Ironclad          | Amerikai Egyesült Államok |                          |
| Minotaur          | Amerikai Egyesült Államok |                          |
| Mormacrio         | Amerikai Egyesült Államok |                          |
| Pieter Van Hoogh  | Hollandia                 |                          |
| Seattle Spirit    | Amerikai Egyesült Államok |                          |
| Szukahona         | Szovjetunió               |                          |
| Trehata           | Egyesült Királyság        |                          |
| West Cheswald     | Amerikai Egyesült Államok |                          |
| West Gotomska     | Amerikai Egyesült Államok |                          |
| Yaka              | Amerikai Egyesült Államok |                          |

### Kísérőhajók
| A hajó neve        | Nemzetisége        | Típusa                    |
| ------------------ | ------------------ | ------------------------- |
| HMS Amazon         | Egyesült Királyság | Romboló                   |
| HMS Beagle         | Egyesült Királyság | Romboló                   |
| HMS Belvoir        | Egyesült Királyság | Kísérő romboló            |
| HMS Beverley       | Egyesült Királyság | Romboló                   |
| HMS Bulldog        | Egyesült Királyság | Romboló                   |
| HMS Campanula      | Egyesült Királyság | Korvett                   |
| HMS Chiltern       | Egyesült Királyság | Felfegyverzett halászhajó |
| HMS Duke of York   | Egyesült Királyság | Csatahajó                 |
| HMS Escapade       | Egyesült Királyság | Romboló                   |
| HMS Eskimo         | Egyesült Királyság | Romboló                   |
| HMS Faulknor       | Egyesült Királyság | Romboló                   |
| HMS Foresight      | Egyesült Királyság | Romboló                   |
| HMS Forester       | Egyesült Királyság | Romboló                   |
| HMS Gossamer       | Egyesült Királyság | Aknaszedő                 |
| HMS Harrier        | Egyesült Királyság | Aknaszedő                 |
| HMS Hebe           | Egyesült Királyság | Aknaszedő                 |
| HMS Kent           | Egyesült Királyság | Könnyűcirkáló             |
| HMS King Geroge V  | Egyesült Királyság | Csatahajó                 |
| HMS Ledbury        | Egyesült Királyság | Romboló                   |
| HMS Lord Austin    | Egyesült Királyság | Felfegyverzett halászhajó |
| HMS Lord Middleton | Egyesült Királyság | Felfegyverzett halászhajó |
| HMS Matchless      | Egyesült Királyság | Romboló                   |
| HMS Middleton      | Egyesült Királyság | Aknaszedő                 |
| HMS Niger          | Egyesült Királyság | Aknaszedő                 |
| HMS Nigeria        | Egyesült Királyság | Könnyűcirkáló             |
| HMS Norfolk        | Egyesült Királyság | Nehézcirkáló              |
| HMS Northern Wave  | Egyesült Királyság | Felfegyverzett halászhajó |
| HMS Offa           | Egyesült Királyság | Romboló                   |
| HMS Onslow         | Egyesült Királyság | Romboló                   |
| HMS Oxlip          | Egyesült Királyság | Korvett                   |
| HMS Saxifrage      | Egyesült Királyság | Korvett                   |
| HMS Snowflake      | Egyesült Királyság | Korvett                   |
| HMS Somali         | Egyesült Királyság | Kísérő romboló            |
| HMS Speedy         | Egyesült Királyság | Aknaszedő                 |
| HMS Wheatland      | Egyesült Királyság | Kísérő romboló            |
| HMS Wilton         | Egyesült Királyság | Romboló                   |